# Janez Baptist Novak
Janez Baptist Novak (auch Janez Krstnik Novak; * um 1756 in Laibach; † 29. Januar 1833 ebenda) war ein slowenischer Komponist.
Novak gehörte zu den Begründern der Philharmonischen Gesellschaft von Laibach, als deren Musikdirektor er von 1808 bis 1825 wirkte.
Von seinen Kompositionen sind eine Kantate und eine Schauspielmusik im Stile Mozarts überliefert.